# بيتر شورنينج
بيتر شورنينج (بالألمانية: Peter Schorning)‏ (مواليد 16 يوليو 1947) هو سبّاح ألماني، مثّل بلاده في الألعاب الأولمبية الصيفية 1968.

## روابط خارجية
بيتر شورنينج على موقع الاتحاد الدولي للسباحة (الإنجليزية)
- بيتر شورنينج على موقع أوليمبيديا (الإنجليزية)